# Neuer Wind im Alten Land
Neuer Wind im Alten Land ist eine deutsche Fernsehreihe mit Felicitas Woll in der Hauptrolle, die seit April 2024 im Rahmen des „ZDF-Herzkinos“ ausgestrahlt wird. Produziert wird die Reihe von der Real Film Berlin, im Auftrag für das ZDF.

## Produktionsnotizen
Die Handlung der Fernsehreihe Neuer Wind im Alten Land spielt in der titelgebenden Region Altes Land in Niedersachsen. Jakob Krebs ist der Produzent der Reihe, Beate Bramstedt die verantwortliche ZDF-Redakteurin. Die Filmproduktionsfirma Real Film Berlin ist für die Produktion verantwortlich. Vom 14. September bis zum 13. November 2023 wurden die ersten zwei Episoden in Jork und Elbmarschen gedreht. Die ersten Folgen wurden in der ZDF Mediathek ab dem 13. April 2024 vorab zur Verfügung gestellt. Die Erstausstrahlung des Pilotfilms erfolgte am 21. April 2024 im ZDF im Rahmen vom „ZDF-Herzkino“ zur Hauptsendezeit. Der zweite Film Gestrandet wurde eine Woche später am 28. April 2024 auf demselben Sendeplatz gesendet.

## Inhalt

### Folge 1
Die bekannte Journalistin und Reporterin Beke Rieper ist seit einem Jahr getrennt von ihrem Ehemann David, mit dem sie die mittlerweile erwachsenen Kinder Sebastian und Camilla hat. Rieper lebte die letzten zehn Jahre in New York City, wo sie für die New York Times tätig war. Ebenso schrieb sie unter anderem für die Tageszeitungen The Guardian und The Atlantic. Nun kehrt sie, nachdem sie bei ihrer Arbeit als Journalistin eine falsche Quelle in einem Skandal-Artikel benutzt hatte und ihre Karriere damit beendet war, und gescheiterter Ehe zurück in ihre alte Heimat Jork bei Stade in Niedersachsen, in ihr Kinderzimmer auf den Bauernhof ihrer Eltern, um dort wieder neu Fuß zu fassen. Sie fängt bei der Altländer Tageszeitung an, wo sie bereits vor über 20 Jahren ein Praktikum absolviert hat. Fortan arbeitet sie unter Redaktionschef Norbert Heuer, bei dem sie oft ihre Themen, wie Personen-Porträts von Henning Beckmann und Mia Schmidt, durchsetzen muss. Ihre Kollegin Lily Schmidtbauer, die ein Fan ihrer Arbeit ist, unterstützt sie tatkräftig bei ihren Recherchen und überprüft nochmal die Quellen ihrer Beiträge. Nur ihr Kollege Ralf Albers erweist sich als Querulant. Mit ihrer Schwester Heide, der Bürgermeisterin des Ortes, gerät Beke immer wieder aneinander. Heide war von den beiden Schwestern immer die organisierte und gewissenhaftere. Sie musste öfter geradebiegen, was Beke verzapft hatte. Bekes beste Freundin Elif Baskan, die im Gasthof Appelhus arbeitet, bietet ihr Halt bei ihren Problemen. Sie haben das Ritual, sich am Strand gemeinsam ihren Frust von der Seele zu schreien. Auch ihre Jugendliebe und Elifs Ex-Mann, der Obstlandwirt Paul Harms, macht Beke ihre Rückkehr ins Alte Land leichter.

## Besetzung

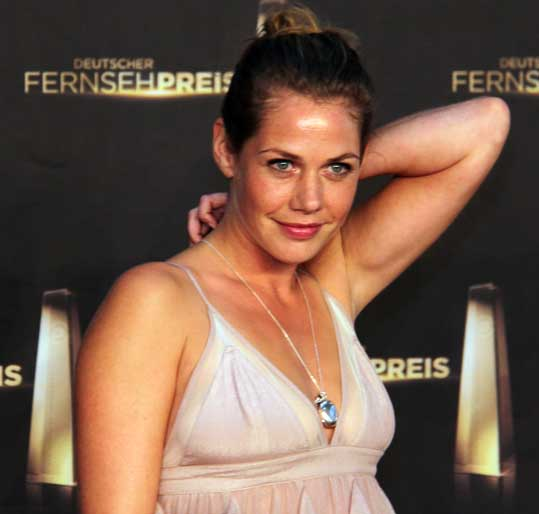
Felicitas Woll
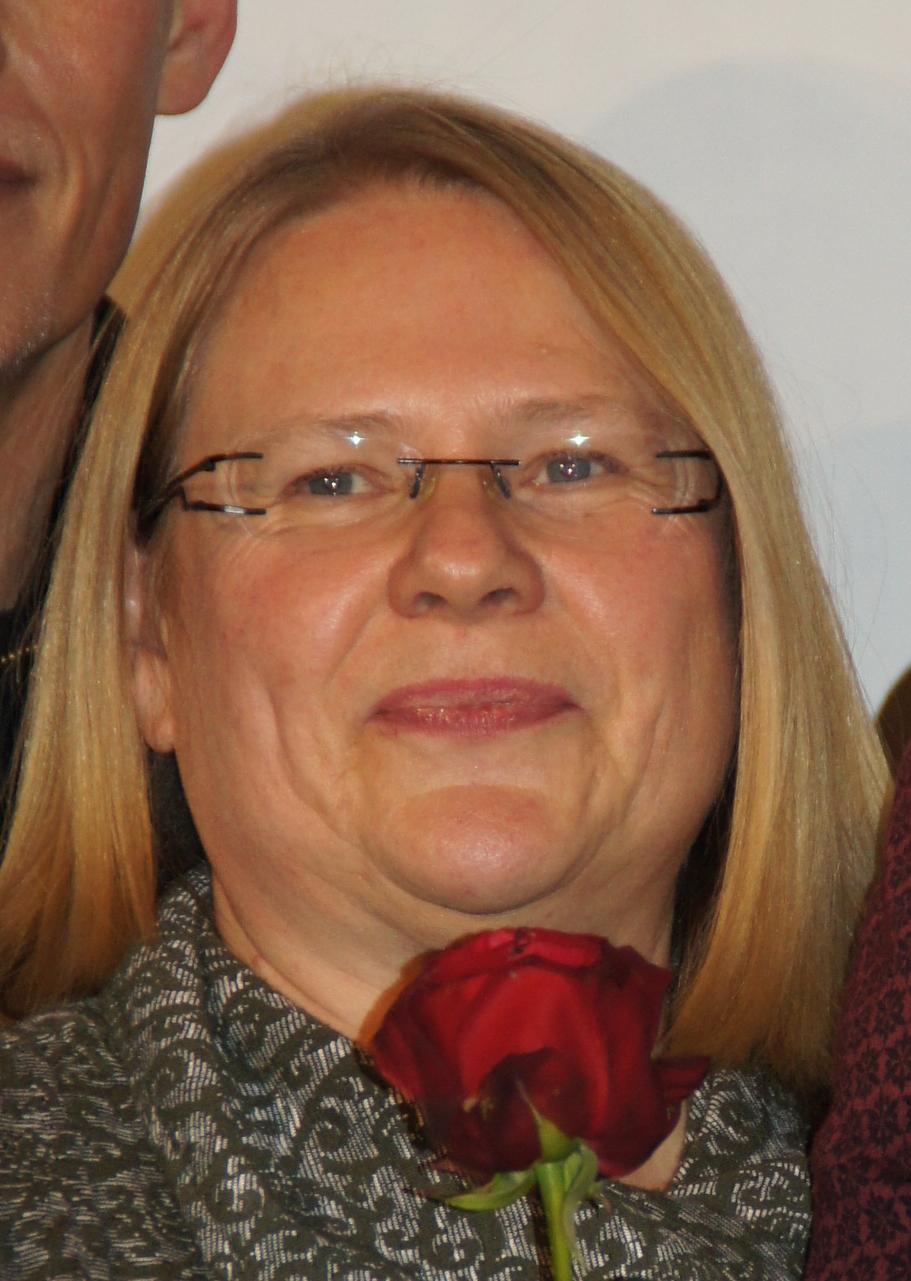
Hildegard Schroedter
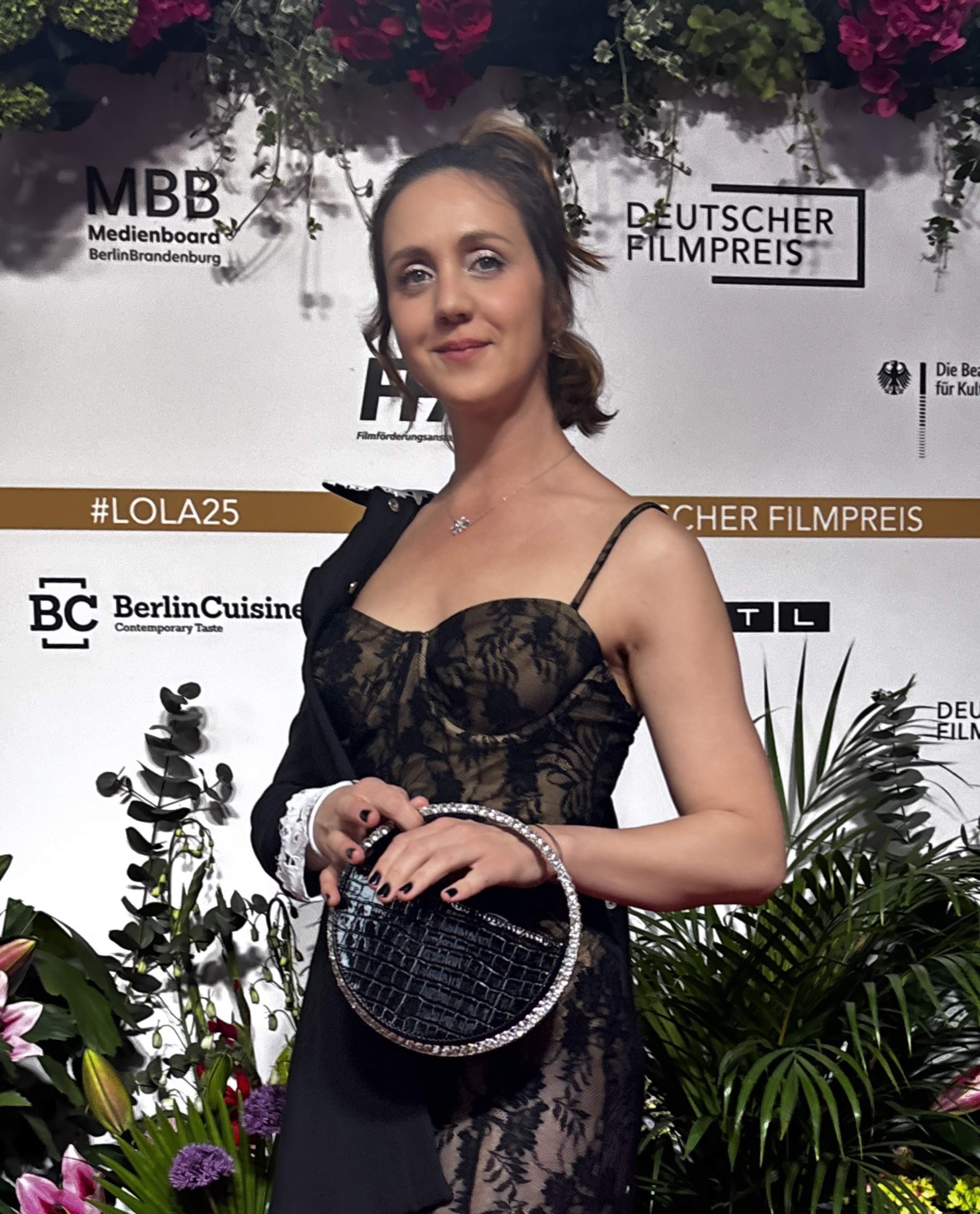
Anne Roemeth
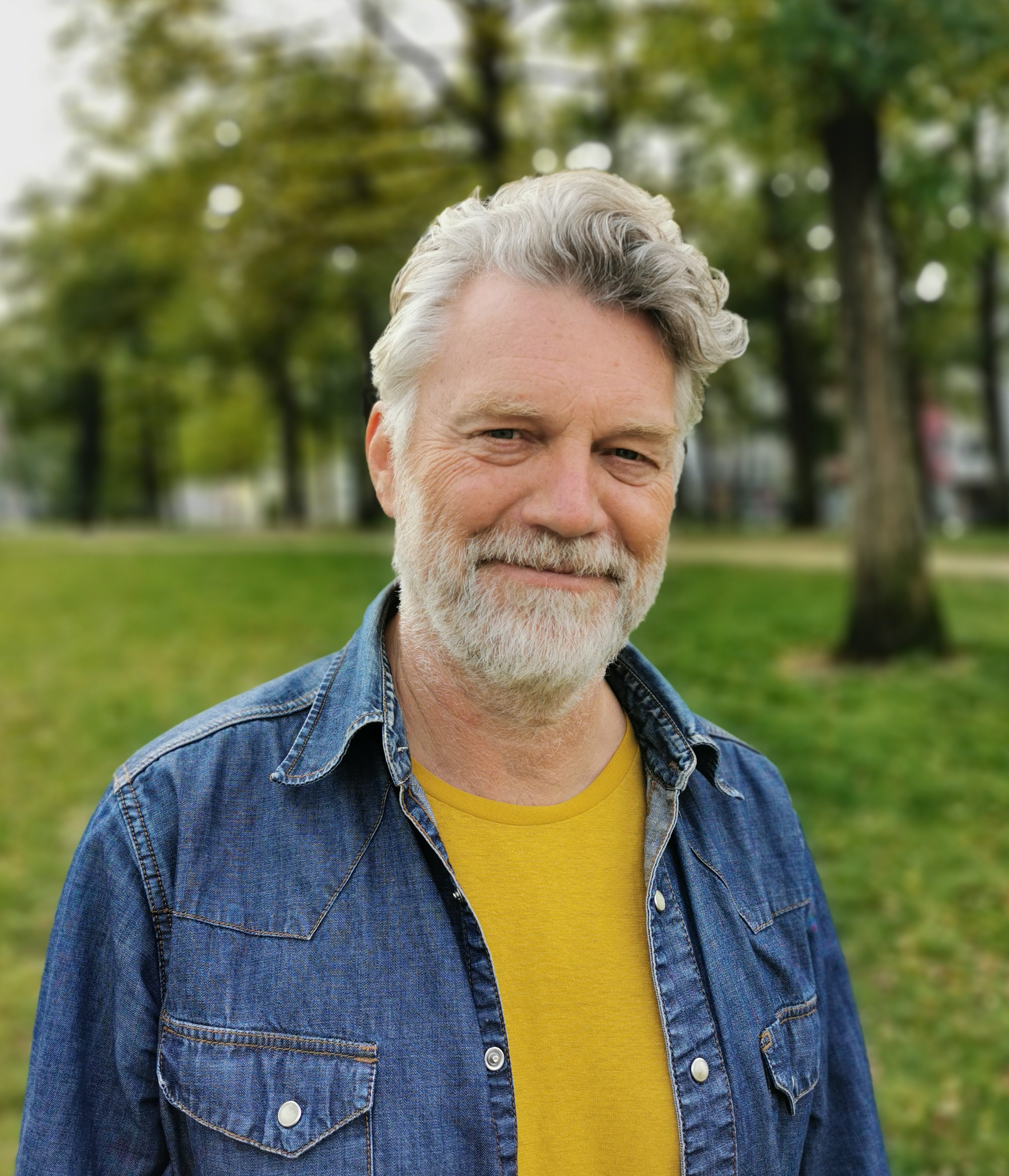
Volker Meyer-Dabisch
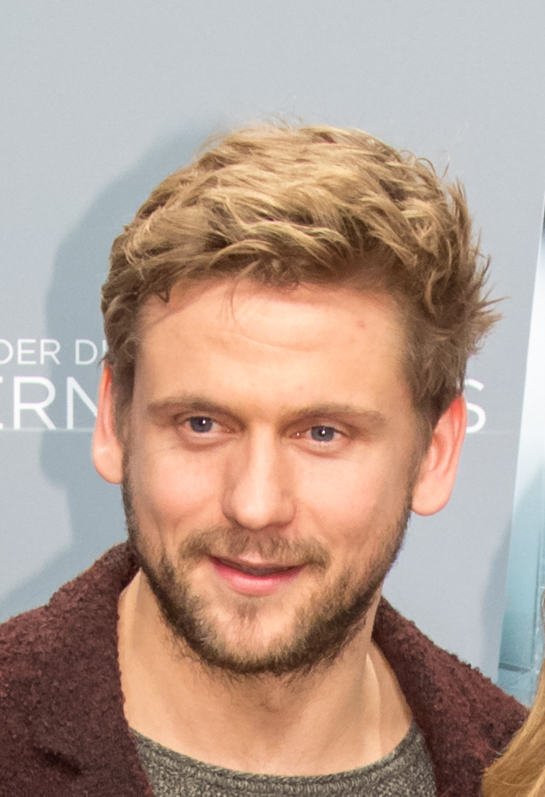
Steve Windolf

| Schauspieler         | Rollenname                 | Beschreibung | Episoden | Zeitraum  |
| -------------------- | -------------------------- | --- | -------- | --------- |
| Felicitas Woll       | Beke Rieper                | Journalistin und Reporterin bei der Altländer Tageszeitung, Schwester von Heide, Tochter von Renate und Gerd, Mutter von Camilla, Noch-Ehefrau von David | 1–       | seit 2024 |
| Hildegard Schroedter | Renate Rieper              | Mutter von Beke, betreibt einen Bauernhof | 1–       | seit 2024 |
| Volker Meyer-Dabisch | Gerd Rieper                | Vater von Beke, betreibt einen Bauernhof | 1–       | seit 2024 |
| Anne Roemeth         | Heide Schulze, geb. Rieper | Bürgermeisterin von Jork, Schwester von Beke, Tochter von Renate und Gerd                                                                                | 1–       | seit 2024 |
| Halima Ilter         | Elif Baskan                | Freundin von Beke, arbeitet im Gasthof Appelhus, Mutter von Laila                                                                                        | 1–       | seit 2024 |
| Steve Windolf        | Paul Harms                 | Obstlandwirt, Ex-Mann von Elif, Jugendliebe von Beke, Vater von Laila                                                                                    | 1–       | seit 2024 |
| Christoph Glaubacker | Norbert Heuer              | Redaktionschef der Altländer Tageszeitung | 1–       | seit 2024 |
| Sascha Nathan        | Ralf Albers                | Journalist bei Altländer Tageszeitung, Kollege von Beke                                                                                                  | 1–       | seit 2024 |
| Andrea Guo           | Lily Schmidtbauer          | Volontärin bei Altländer Tageszeitung, Kollegin von Beke                                                                                                 | 1–       | seit 2024 |
| Roland Wolf          | Kalle Lefers               | Ortspolizist, Schulfreund von Beke | 1–       | seit 2024 |
| Elga Schütz          | Edeltraud Fock             | Dorfbewohnerin | 1–       | seit 2024 |
| Sarah Masuch         | Dr. Kati Quast             | Klinik-Ärztin, Schulfreundin von Beke | 2–       | seit 2024 |

## Folgen

### Staffel 1
| Nr. (ges.) | Nr. (St.) | Originaltitel    | Erstausstrahlung | Regie             | Drehbuch                       | Zuschauer             |
| ---------- | --------- | ---------------- | ---------------- | ----------------- | ------------------------------ | --------------------- |
| 1          | 1         | Beke wirbelt auf | 21. Apr. 2024    | Esther Gronenborn | Kirsten Peters, Gerlind Becker | 5,17 Mio. (18,3 % MA) |
| 2          | 2         | Gestrandet       | 28. Apr. 2024    | Esther Gronenborn | Kirsten Peters, Gerlind Becker | 4,34 Mio. (15,8 % MA) |

### Staffel 2
| Nr. (ges.) | Nr. (St.) | Originaltitel       | Erstausstrahlung | Regie        | Drehbuch                       | Zuschauer             |
| ---------- | --------- | ------------------- | ---------------- | ------------ | ------------------------------ | --------------------- |
| 3          | 1         | Erntezeit           | 27. Apr. 2025    | Dirk Pientka | Kirsten Peters                 | 4,22 Mio. (15,9 % MA) |
| 4          | 2         | Stolz und Vorurteil | 4. Mai 2025      | Dirk Pientka | Kirsten Peters, Gerlind Becker | 4,30 Mio. (16,3 % MA) |